# جواز سفر ساو تومي وبرينسيب
جواز سفر ساو تومي هو وثيقة رسمية تصدر لمواطني ساو تومي وبرينسيب، للسفر الدولي.
اعتبارًا من 2 يوليو 2019 كان مواطنو ساو تومي يتمتعون بدخول 57 دولة وإقليم بدون تأشيرة أو تأشيرة عند الوصول، مما جعل جواز سفر ساو تومي يحتل المرتبة 86 من حيث حرية السفر وفقًا مؤشر هينلي لجوازات السفر.